# Jodensavanne
Jodensavanne (tiếng Hà Lan, "Người Do Thái Savan") là cộng đồng đồn điền Do Thái ở Suriname, từng là trung tâm đời sống của người Do Thái ở thuộc địa trong một thời gian. Nó được thành lập vào những năm 1600 bởi Người Do Thái Sephardi và trở nên phát triển, giàu có hơn sau khi một nhóm người Do Thái chạy trốn cuộc đàn áp ở Brazil đến định cư tại đây vào những năm 1660. Jodensavanne nằm ở huyện Para ngày nay, cách 50 km (31 mi) về phía nam thủ đô Paramaribo, trên sông Suriname. Các đồn điền mía được thành lập và người châu Phi da đen bị sử dụng làm lao động nô lệ. Vào thời kỳ đỉnh cao vào khoảng năm 1700, đây là nơi sinh sống của khoảng 500 chủ đồn điền với 9000 nô lệ. Thuộc địa này thường xuyên phải đối mặt với các cuộc tấn công từ người bản địa, các cuộc nổi dậy của nô lệ và thậm chí cả các cuộc đột kích từ hải quân Pháp. Cộng đồng dân cư cuối cùng đã chuyển đến thủ đô Paramaribo của Suriname. Việc dọn dẹp các khu mộ và bảo trì tàn tích giáo đường Do Thái đã được thực hiện vào nhiều thời điểm khác nhau từ những năm 1940 đến thế kỷ 21.
Jodensavanne cùng với khe núi nghĩa trang Cassipora đã được UNESCO công nhận là Di sản thế giới vào tháng 9 năm 2023 với tên gọi Khu khảo cổ Jodensavanne: Khu định cư Jodensavanne và Nghĩa trang thung lũng Cassipora.

## Lịch sử
Năm 1639, người Anh – kiểm soát Suriname vào thời điểm đó, đã cho phép người Do Thái Sephardi từ Hà Lan, Bồ Đào Nha và Ý đến định cư tại khu vực này. Đầu tiên họ đã đặt chân đến cố đô Torarica. Vào ngày 8 tháng 4 năm 1651, một bản kiến nghị đã được gửi tới Hội đồng Nhà nước Anh bởi Benjamin de Caseras và Jacob Fraso, xin phép sống và buôn bán trên các lãnh thổ Suriname và Barbados, đánh dấu cho nguồn gốc của một cộng đồng Do Thái được thành lập trên lãnh thổ. Vào năm 1652, một nhóm gồm khoảng 200 người di cư dưới sự lãnh đạo của Francis Willoughby đã định cư tại khu vực mà ngày nay được gọi là Jodensavanne. Nhóm thứ ba xuất hiện vào năm 1664, sau khi bị trục xuất khỏi Brazil và sau đó là Guiana thuộc Pháp, do David Cohen Nassy lãnh đạo. Người Anh đã cố gắng không để họ rời đi bằng cách đảm bảo cho họ những đặc quyền bao gồm quyền điều hành riêng và quyền tự do tôn giáo.
Vào khoảng thời gian này, cộng đồng đã lấy tên khu định cư là Savanne theo tên những cánh đồng bao quanh nó. Khu định cư được xây dựng trên một khu đất cao và lần đầu tiên được xây dựng với một con đường chính và bốn con đường nhánh. Một ngôi trường được xây dựng để dạy tiếng Tây Ban Nha và Bồ Đào Nha bên cạnh tiếng Do Thái. Một phần lý do khiến những người Do Thái này định cư lâu dài hơn là vì không giống như những thực dân Thiên chúa giáo thường hy vọng làm giàu bằng cách điều hành một đồn điền và quay trở lại châu Âu, cư dân Jodensavane không có nơi nào ở châu Âu để về.

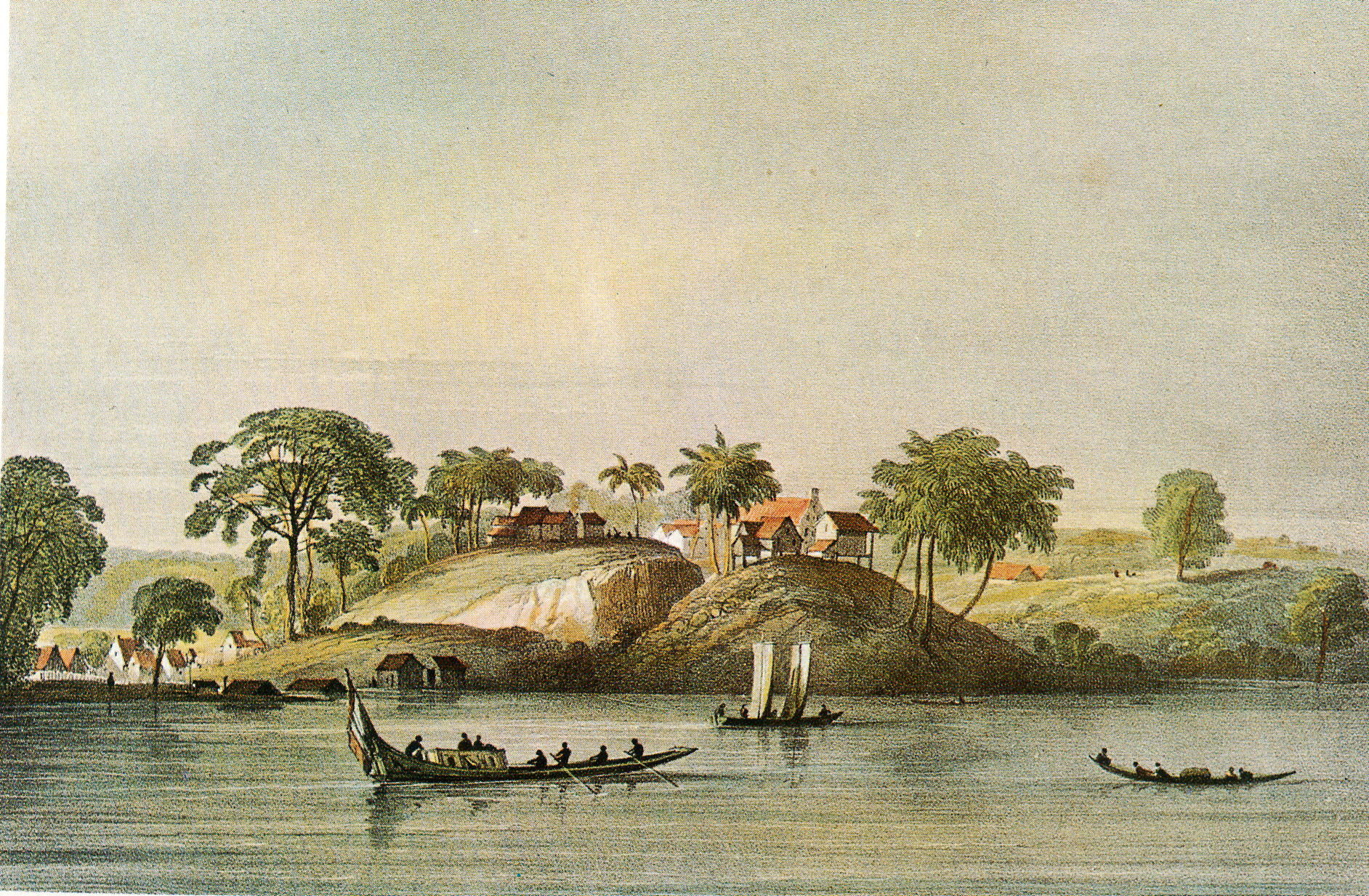
Jodensavanne khoảng năm 1830

Cộng đồng Do Thái này đã phát triển nền kinh tế trồng mía sử dụng nô lệ châu Phi làm lao động; theo đó một số gia đình mới định cư đã nhận được 4 hoặc 5 nô lệ như một phần trợ cấp định cư. Khi người Hà Lan giành được quyền kiểm soát Suriname, họ vẫn giữ nguyên các quyền cho cộng đồng Do Thái này và thậm chí còn mở rộng nó theo một số cách, bao gồm quyền vận chuyển hàng hóa vào Chủ nhật và trục xuất người khỏi cộng đồng của họ, hay như cấp đất 100 mẫu đất vào năm 1691 để xây dựng giáo đường Do Thái và nơi chôn cất. Khu định cư đạt quy mô lớn nhất vào khoảng năm 1700 khi ước tính có 570 công dân.
Các công dân sở hữu nô lệ của Jodensavanne cũng thường xuyên xung đột với những người dân bản địa xung quanh và cả với những người nô lệ trong các đồn điền của họ. Vào năm 1670, khoảng 200 người Do Thái đã rời khỏi Suriname. Đến năm 1677, một năm trước cuộc tấn công của người Carib vào Jodensavanne, 10 gia đình Do Thái đã rời đi cùng với nô lệ của họ. Các khu định cư châu Âu bao gồm cả những khu định cư ở Jodensavanne đã bị người Carib tấn công vào cuối năm 1678 cùng với sự nổi dậy của nô lệ cũng. Một lần nữa vào năm 1690 lại xảy ra một cuộc nổi dậy của nô lệ tại đồn điền của một người chủ tên là Immanuel Machado, người đã bị giết và những nô lệ của ông ta đã chạy trốn đến một cộng đồng người Maroon. Các thủy thủ Pháp nhận thức được sự giàu có của cộng đồng dân cư nơi này cũng đã đột kích vào năm 1712. Do bị nhiều cuộc tấn công, đặc biệt là bởi những cựu nô lệ, thực dân đã xây dựng một hệ thống phòng thủ xung quanh khu định cư.
Giáo đoàn Beracha ve Shalom ("Phúc lành và Hòa bình") được thành lập với giáo đường bằng gỗ, là giáo đường Do Thái lâu đời thứ ba ở Nam Mỹ, được xây dựng từ năm 1665 đến 1671 và được cải tạo vào năm 1827. Việc xây dựng giáo đường này được đánh dấu việc di chuyển trung tâm sinh sống của người Do Thái trong vùng từ Torarica đến Jodensavanne. Giáo đường Do Thái đầu tiên này có khu vực riêng dành cho phụ nữ, kho lưu trữ dành cho cộng đồng và các chi tiết bằng bạc trên tòa nhà bằng gỗ. Một giáo đường thứ hai làm bằng gạch nhập khẩu được xây dựng vào năm 1685. Trước khi xây dựng Beracha ve Shalom, không có giáo đường Do Thái nào có ý nghĩa kiến trúc quan trọng ở châu Mỹ. Lễ kỷ niệm 100 năm thành lập Giáo đường Do Thái được tổ chức vào tháng 10 năm 1785 được cho là có hơn 1500 người tham dự, nhiều người trong số họ đã đi thuyền đến từ Paramaribo, vì vào thời điểm đó chỉ có khoảng 20 gia đình Do Thái vẫn còn sống ở Jodensavanne. Những nỗ lực cũng đã được thực hiện trong thế kỷ 20 để dọn sạch và bảo tồn tàn tích giáo đường Do Thái.

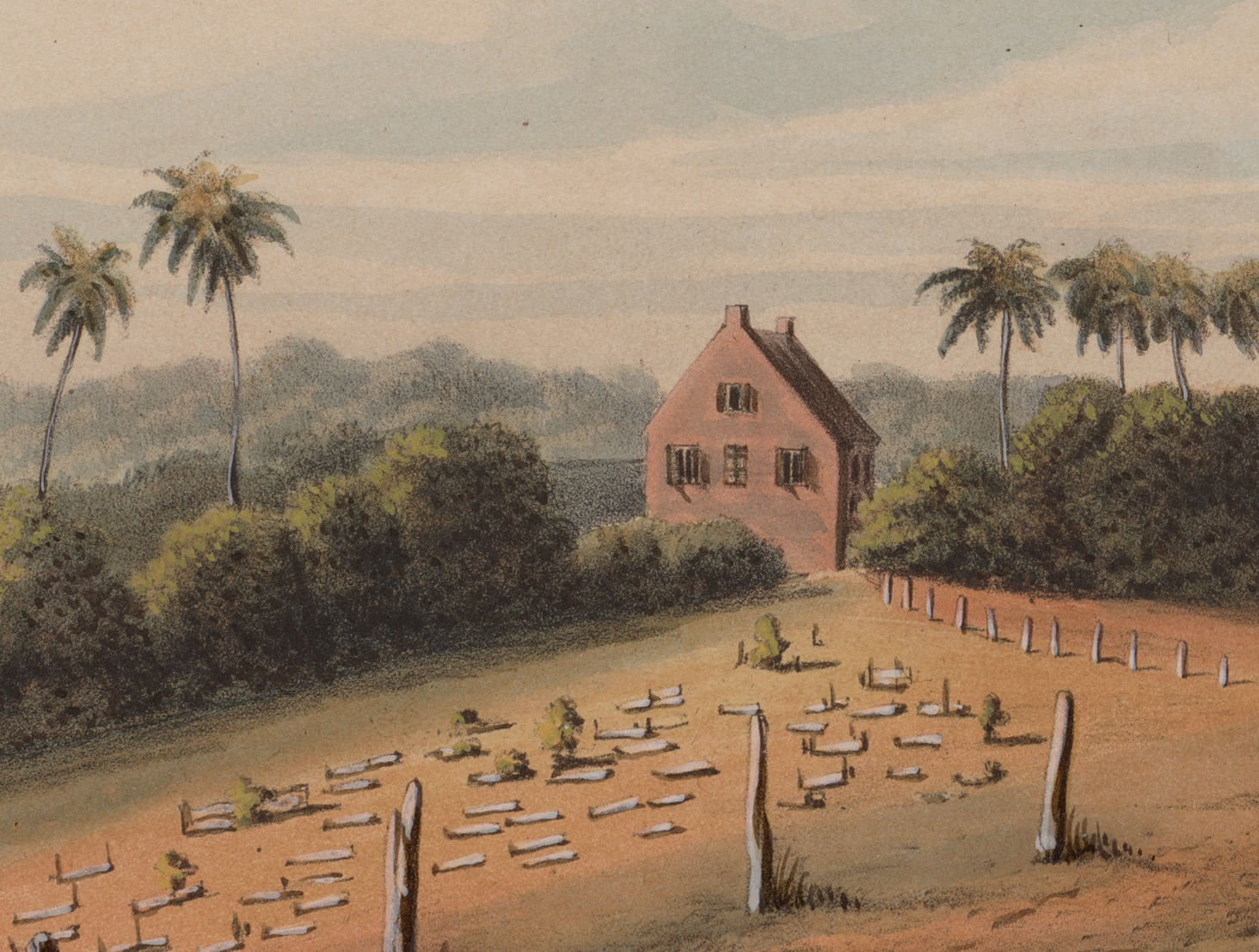
Khuôn viên giáo đường Jodensavanne vào khoảng năm 1860.

Jodensavanne suy tàn vào giữa thế kỷ 18 và phần lớn dân số ở đây chuyển đến Paramaribo. Vào thế kỷ 18, Suriname bị một loạt cuộc khủng hoảng xảy ra với các đồn điền của người Do Thái: chi phí có xu hướng tăng lên do khoản cống nạp khổng lồ cho Đoàn thám hiểm Cassard; sự sụp đổ của một nhà nhập khẩu mía lớn ở Amsterdam năm 1773; và cộng dồn các khoản cho vay bất động sản. Việc trồng củ cải đường ở châu Âu từ năm 1784 và sự cạn kiệt đất ở những đồn điền lâu đời đều làm giảm doanh thu. Điều kiện an ninh ngày càng xấu đi do Chiến tranh Maroon đang diễn ra, trong khi sự phát triển của Paramaribo trở thành cảng thương mại độc quyền của thuộc địa do gần bờ biển hơn đã kéo người Do Thái rời khỏi Jodensavanne. Đến năm 1790, dân số của Jodensavanne xấp xỉ khoảng 22 người, không bao gồm nô lệ. Con số này giảm xuống dưới 10 vào đầu thế kỷ 19. Khu định cư tiếp tục suy giảm cho đến khi bị hỏa hoạn phá hủy trong cuộc nổi dậy của nô lệ năm 1832.
Trong Chiến tranh thế giới thứ hai, một trại giam được xây dựng gần vị trí khu định cư cũ của người Do Thái và được đặt theo tên cho nó là trại giam Jodensavanne. Nó được xây dựng vào năm 1942 để giam giữ 146 tù nhân chính trị Đông Ấn Hà Lan. Một số người theo chủ nghĩa dân tộc Indonesia cũng bị trục xuất đến Jodensavanne, nổi tiếng nhất là chính trị gia Ernest Douwes Dekker.
Nhà sử học Natalie Zemon Davis đang nghiên cứu lịch sử thế kỷ 18 của Jodensavanne, tập trung vào David Cohen Nassy (sinh năm 1747) và mối quan hệ giữa người da đen và người da trắng trong cộng đồng Do Thái. Một bài báo có tiêu đề "Giành lại Jerusalem" đã được Davis xuất bản vào năm 2016, trình bày chi tiết về việc cử hành Lễ Vượt Qua ở Jodensavanne.

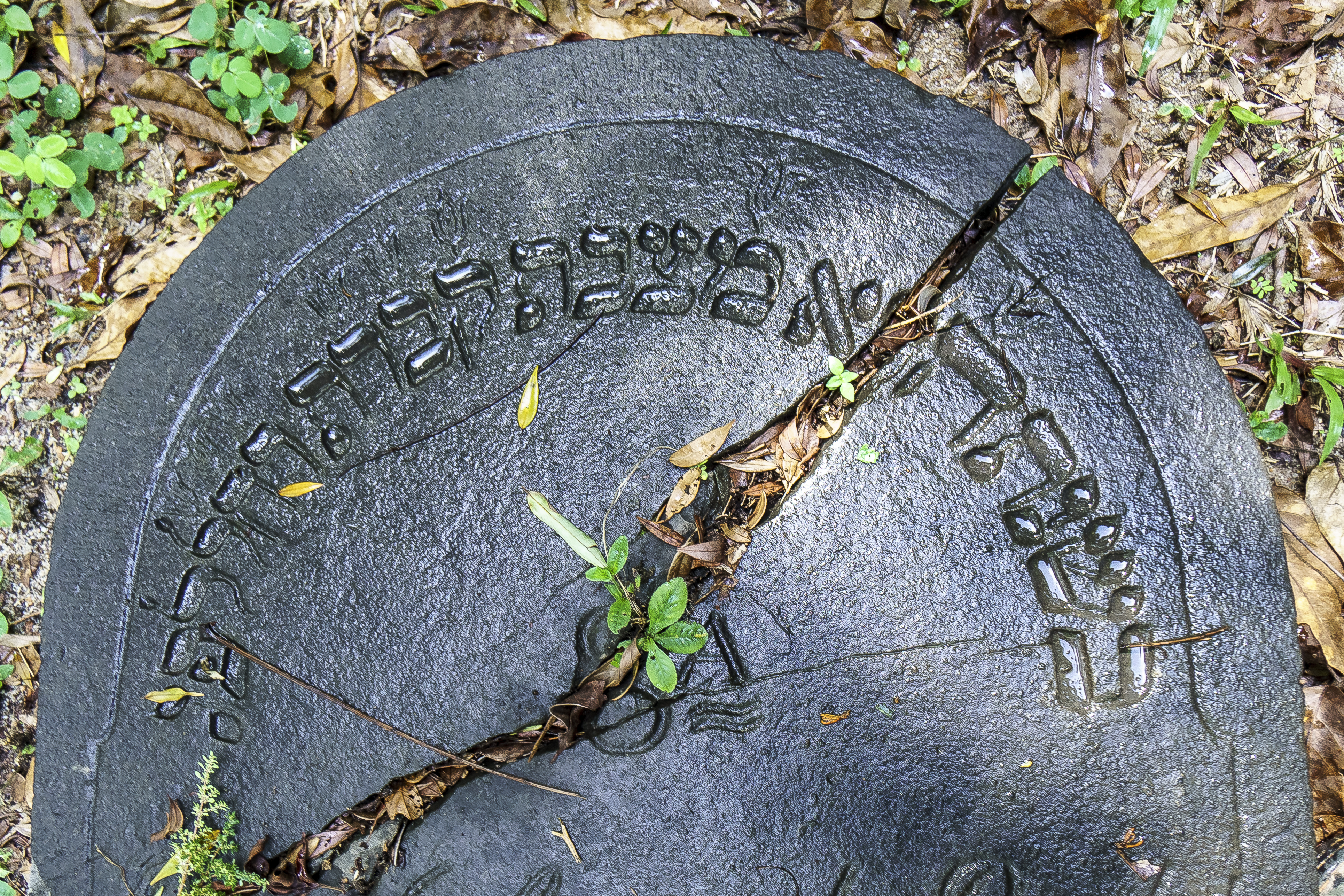
Một tấm bia mộ được tìm thấy từ một trong những nghĩa trang ở Jodensavanne, có khắc chữ Do Thái

Tất cả những gì còn sót lại ngày nay ở địa điểm Jodensavanne là tàn tích của Giáo đường Do Thái Berache ve Shalom cùng với ba nghĩa trang, trong đó các bia mộ chủ yếu được khắc bằng tiếng Do Thái và tiếng Bồ Đào Nha.
Viện Khảo cổ học Châu Mỹ hợp tác với Đại học Suriname đã tham gia vào một dự án trong đó nỗ lực bảo tồn và lưu trữ hồ sơ đã được thực hiện kể từ năm 2014.
Jodensavanne nằm gần ngôi làng Redi Doti bản địa, trong khu nghỉ dưỡng Carolina và được kết nối với thế giới bên ngoài qua Avobakaweg đến Paramaribo hoặc cao tốc Desiré Delano Bouterse đến Sân bay quốc tế Johan Adolf Pengel.